# Coquette de Delattre
Lophornis delattrei
Espèce
Répartition géographique
Statut de conservation UICN

 LC  : Préoccupation mineure
Statut CITES
La Coquette de Delattre (Lophornis delattrei) est une espèce de colibri (famille des Trochilidae). Cet oiseau a reçu le nom d'Adolphe Delattre.

## Répartition
Cette espèce est présente en Bolivie, en Colombie, au Costa Rica, en Équateur, au Venezuela et au Pérou. 

## Habitats
Ses habitats sont les forêts tropicales et subtropicales humides de basses et hautes altitudes, la végétation humide de broussailles mais aussi les anciennes forêts ayant subi de lourds dommages.

## Sous-espèces
D'après Alan P. Peterson elle se répartit en deux sous-espèces suivantes :
- Lophornis delattrei lessoni Simon, 1921 — Panama et région du Darién ;
- Lophornis delattrei delattrei (Lesson, 1839) — Andes boréales.